# Paardenspoorweg
Een paardenspoorweg is een spoorlijn waardoor met paarden wagens worden voortgetrokken. Het ging daarbij bijna altijd om het vervoer van grondstoffen, zoals steenkool, kalksteen en hout, maar bijvoorbeeld ook zout. In enkele gevallen werden ook passagiers vervoerd, er was dan sprake van openbaar vervoer.

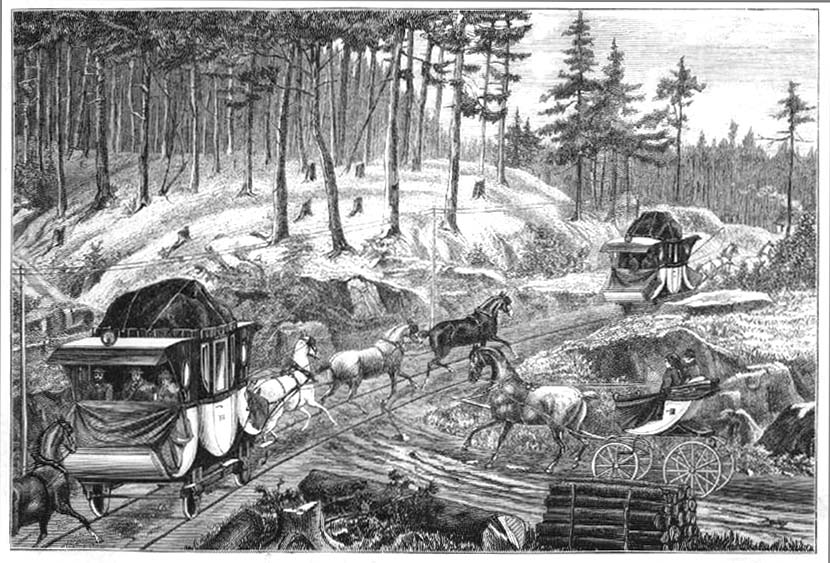
Gebruik van een paardenspoorweg voor openbaar vervoer, op de lijn Budweis - Linz

Een paardenspoorweg is niet de oudste vorm van vervoer over rails. Vóór het gebruik van paarden, werden mensen gebruikt om de wagens te duwen of te trekken.
Het gebruik van paardenspoorwegen voor openbaar vervoer kwam later bekend te staan als de paardentram. Voordat het woord paardentram gebruikelijk werd, werden alle spoorwegen waarop met paarden of andere dieren wagens werden voortgetrokken, aangeduid met paardenspoorweg.

## De eerste paardenspoorweg

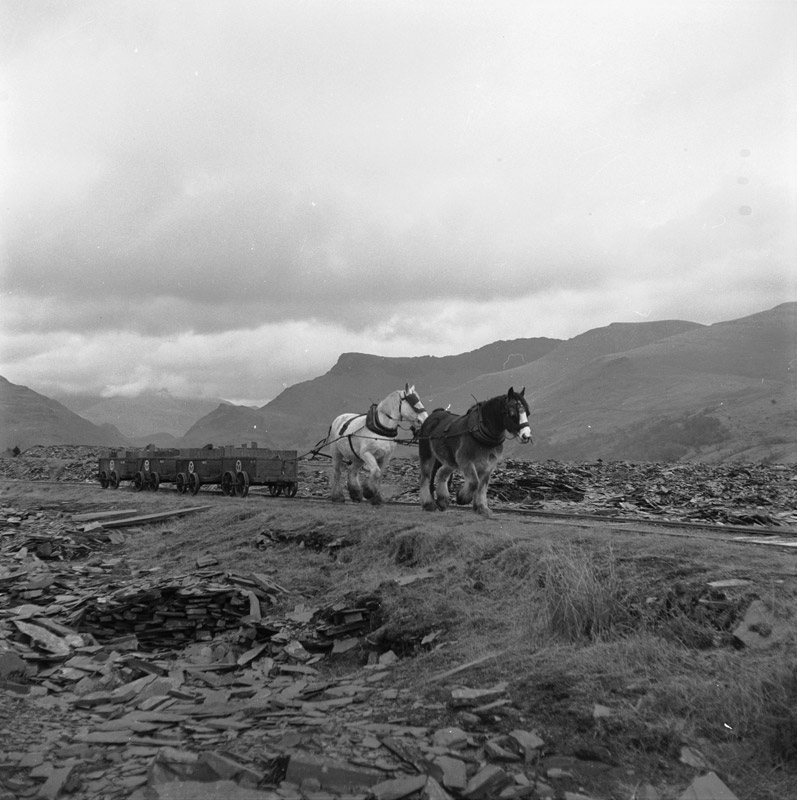
Vervoer van leisteen op de Nantlle Railway, 1959

Het is niet bekend wanneer de paardenspoorweg voor het eerst werd gebruikt. Het eerste gebruik van een paardenspoorweg in Schotland is uit 1722. In dat jaar werd de Waggonway Tranant-Cockenzie geopend. Op deze lijn werden houten rails gebruikt. De lijn was 4 km lang en diende voor het vervoer van steenkool.
Een vroege paardenspoorweg met gebruik van ijzeren rails is de Little Eaton Gangway in Engeland. Ook hier werd steenkool vervoerd. De lijn is geopend in 1795 en tot 1908 als paardenspoorweg in gebruik geweest.
De paardenspoorwegen werden ook ontdekt als middel van openbaar vervoer. Uit 1807 is het eerst bekende gebruik daartoe. Op de Swansea and Munbles Railway, in Wales, vond naast het vervoer van kalksteen ook reizigersvervoer plaats.

### Elders in Europa
Ook op het vasteland van Europa werden paardenspoorwegen geopend.
In 1787 werd in Duitsland al een paardenspoorweg geopend, naar Brits voorbeeld: de lijn stond bekend als de englischer Weg. Deze spoorweg, in de omgeving van Bochum, werd gebruikt voor het vervoer van steenkool.
In 1827 werd de eerste paardenspoorweg voor openbaar vervoer geopend. Dit was de Franse spoorlijn Saint-Étienne - Andrézieux. Ook uit 1827 dateert de paardenspoorweg Budweis - Linz - Gmunden. Deze 197 km lange paardenspoorweg op houten rails is de langste ooit aangelegd op het vasteland van Europa. De lijn werd hoofdzakelijk gebruikt om zout te vervoeren, maar ook passagiersvervoer vond plaats. Voor het uitvoeren van de dienst waren ongeveer zeshonderd paarden nodig.

## Komst van de stoomlocomotief

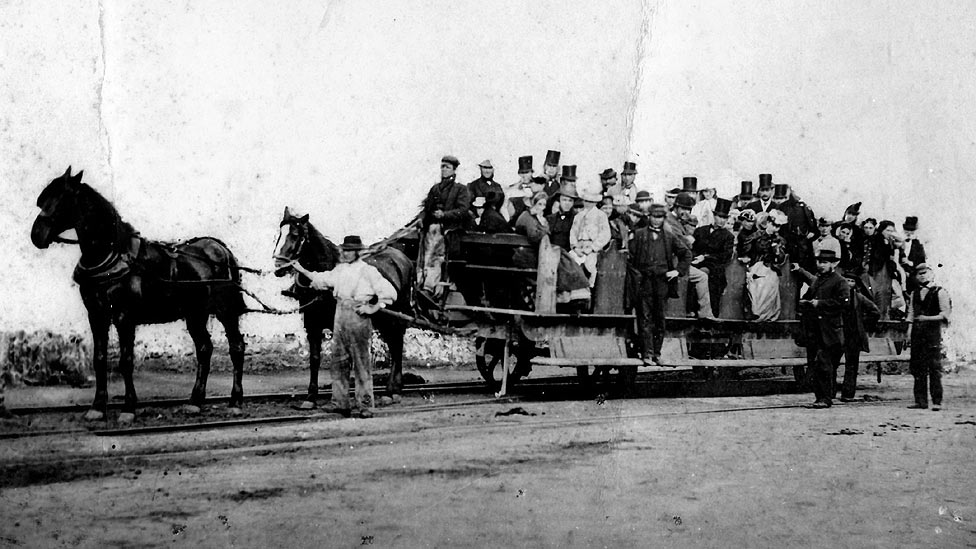
personenvervoer op de Swansea and Mumbles Railway, 1807

In 1804 werd de stoomlocomotief uitgevonden. Deze locomotief, uitgevonden door Richard Trevithick, bleek te zwaar voor de paardenspoorwegen. De locomotief was geen succes en zou het (nog) niet winnen van het paard. Tientallen jaren later werd de eerste praktisch toepasbare stoomlocomotief uitgevonden. Vanaf dat moment veranderde er veel. De paardenspoorwegen kregen een andere functie.
Op de paardenspoorwegen werden de paarden geleidelijk vervangen door stoomlocomotieven. De paardenspoorwegen werden daarmee spoorlijnen. Andere paardenspoorwegen sloten, omdat een nieuwe spoorlijn werd aangelegd die de functie van de paardenspoorweg overnam. Dit was een langdurig proces dat zeker niet van het ene op het andere moment was voltooid. Verschillende paardenspoorwegen waren aan het begin van de 20e eeuw nog in gebruik.
De rol van paardenspoorweg veranderde. De paardenspoorweg was een spoorweg voor het vervoer van zware ladingen, zoals steenkool, hout en kalksteen, waarover ook wel reizigersvervoer plaatsvond. De "nieuwe" paardenspoorweg was juist bedoeld voor openbaar vervoer. Het vervoer van goederen was vrijwel altijd van ondergeschikt belang.
Met de komst van de stoomlocomotief en de nieuwe rol van de paardenspoorwegen, ontstonden er in de loop van de jaren dus drie soorten soorten spoorwegen, die lang naast elkaar hebben bestaan:
- De oude paardenspoorweg, voor het vervoer van grondstoffen;
- De spoorlijnen, met stoomtreinen.
- De nieuwe paardenspoorweg, een eenvoudig soort spoorlijn, voor openbaar vervoer. Dit zou later bekend komen te staan als een paardentramweg.

De termen oude en nieuwe paardenspoorweg zijn in dit artikel alleen gebruikt om het onderscheid tussen deze twee vormen aan te geven.

## Gebruik van het woord tramway
In Brits Engels werden de paardenspoorwegen vaak aangeduid met 'tramway', al was ook 'waggonway' gebruikelijk.
Het Engelse woord tramway waaide over naar Nederland dankzij The Dutch Tramway Company, een Engels bedrijf dat in Nederland de eerste paardenspoorweg aanlegde. Op deze manier raakte het gebruik van het woord tramway in Nederland ingeburgerd om een paardenspoorweg aan te duiden.
Tegelijkertijd maakte het gebruik van het woord tramway in het Verenigd Koninkrijk een tegengestelde ontwikkeling door. Een tramway werd daar juist niet meer gezien als synoniem met een paardenspoorweg, maar om een spoorlijn aan te duiden die in de openbare weg is aangelegd en waarover trams rijden. In het Nederlands hebben we daar geen woord voor.
Hierdoor is de situatie ontstaan dat het Nederlandse trambaan, hoewel uit het Brits verbasterd, niet hetzelfde is als een tramway.

## Het einde van de paardenspoorwegen

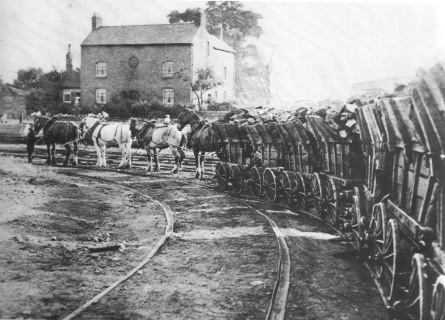
het laatste gebruik van de Derby Canal Railway, 1908

In de loop van de jaren ontstonden er steeds meer varianten op de spoorlijn, die meestal voortkwamen uit gewijzigde wetgeving. De ontwikkeling liep niet in alle landen synchroon en verschilden bovendien van land tot land. Het valt buiten dit artikel om hierop uitgebreid in te gaan. In het algemeen ontstond er onderscheid tussen spoorwegen, eenvoudige spoorwegen en trambanen; maar in Nederland bijvoorbeeld maakte de wet aanvankelijk onderscheid tussen spoorwegen, lokaalspoorwegen en eenvoudige spoorwegen (waar de trambanen onder vielen, maar ook het veldspoor).
De "oude" paardenspoorwegen, om het onderscheid met paardentramwegen aan te geven, bleven in sommige gevallen nog lang in gebruik. Op de eerder genoemde Little Eaton Gangway, mogelijk de eerste paardenspoorlijn met ijzeren rails, bleef het vervoer met paarden tot in 1908 doorgaan. In Wales werd nog tot in 1963 een paardenspoorweg gebruikt om leisteen te vervoeren naar een haven.